# Karel Šviha

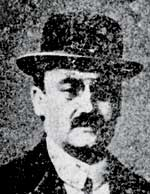
Karel Šviha

Karel Šviha (* 11. Juni 1877 in Neubydžow; † 29. Juni 1937 in Prag) war ein tschechischer Politiker und Jurist. Er war Abgeordneter zum Böhmischen Landtag und Abgeordneter zum Österreichischen Abgeordnetenhaus.

## Leben
Šviha wurde als Sohn eines Gerichtsbeamten geboren und studierte Rechtswissenschaften an der tschechischen Universität Prag, wo er 1900 zum Dr. jur. promovierte. Er arbeitete ab 1903 als Gerichtsadjunkt in Komotau sowie in Brüx und wurde 1908 zu Richter ernannt. 1911 wurde er auf die Stelle des Bezirksrichters von Senftenberg berufen.
Politisch engagierte sich Šviha bereits als Student in den 1890er Jahren in der tschechischen Fortschrittsbewegung, woraufhi er nach 1900 der Tschechisch national-sozialen Partei beitrat. Šviha war Mitglied der Gemeindevertretung von Senftenberg, wo er auch zum Bezirksobmann aufstieg. Er wurde 1908 in den Böhmischen Landtag gewählt, dem er bis zur Auflösung 1913 angehörte und gewann 1909 die Nachwahlen zum Reichstag im Wahlbezirk Böhmen 5 (Prag-Kleinseite), woraufhin er als Abgeordneter zum Abgeordnetenhaus angelobt wurde. 1911 setzte er sich bei der Reichsratswahl im Wahlbezirk Böhmen 26 durch, wodurch er neuerlich dem Abgeordnetenhaus  angehörte. Er stieg rasch in die Prager Leitung der national-sozialen Partei auf und war ab 1911, zeitweise gemeinsam mit Václav Klofáč, Obmann des tschechisch national-sozialen Klubs im Reichsrat. Des Weiteren war er zwischen 1910 und 1914 Mitglied der Národní rada česká (NRČ) (der politischen Dachorganisation der tschechischen Parteien). Šviha wurde im März 1914 von der konkurrierenden Freisinnigen Nationalpartei sowie von der jungtschechischen Zeitung Národní listy fälschlicherweise als bezahlter Konfident der Prager Staatspolizei unter dem Decknamen „Wiener“ denunziert, der Berichte über die tschechischen Parteien geliefert habe. Von der NRČ wurde Šviha in der Folge, ebenso wie von der tschechischen Presse und Öffentlichkeit, nach einem politischen Gerichtsverfahren als nationaler Verräter gebrandmarkt, woraufhin er im März 1914 von allen politischen Ämtern zurücktreten musste. Eine Verleumdungsprozess gegen die jungtschechische Presse verlor Šviha. Wenngleich Šviha kein Informant der Prager Polizei gewesen war, hatte er längere Zeit Erzherzog Franz Ferdinand über die tschechische Politik informiert und um dessen Unterstützung der tschechischen verfassungspolitischen Reformen geworben sowie Subventionen für seine Partei erhalten. Möglicherweise diente die Affäre auch als Inspiration für Franz Kafkas Der Process.
Zwischen 1914 und 1918 arbeitete unter fremden Namen unter anderem als Angestellter eines Prager Patentanwalts, als Rechtsberater des Prager Industrieunternehmens Waldes sowie als Rechtsanwalt mit eigener Kanzlei in Komotau. Nach 1918 konnte er sich juristisch Rehabilitieren, blieb jedoch der Politik fern. Vielmehr wandelte er sich zu einem strenggläubigen Katholiken.